# 뉴욕스토리 (시트콤)
《뉴욕스토리》(New York Story)는 1997년 10월 25일부터 1998년 2월 28일까지 방송되었던 SBS의 주간시트콤으로 매주 토요일 저녁 7시에 방영되었고, 이후 일요일 아침에 방영되기도 했다. 뉴욕의 한 아파트를 중심으로 살아가는 이민 2세들과 유학생들의 사랑과 결혼, 그리고 직업에 관련된 이야기를 그렸다.
한편, 이 작품은 상황설정과 무대장치가 미국 NBC의 프렌즈와 유사하다는 지적을 받기도 했다.
아울러, 해당 프로그램이 신설되면서 1993년 10월 23일 첫 회부터 1997년 10월 18일까지 토요일 오후 7시에 방송된 웃으며 삽시다는 1997년 10월 31일부터 금요일 오후 7시 5분으로 옮겨갔다.
이와 더불어, SBS는 해당 프로그램에 앞서 드라마넷이 자체제작한 12부작 시트콤 <리조트> 1화 '먼산 꽃 그늘'을 1997년 9월 12일 추석특집으로 내보냈는데 반응이 좋다 싶으면 <리조트>를 같은 해 가을개편 때 고정 편성할 계획이었지만 "케이블 TV가 자사 프로그램을 공중파에 판매, 먼저 방영하도록 하는 것은 경영난을 타개하기 위한 궁여지책일 뿐"이란 비판적인 시각 탓인지 좌절됐다.

## 출연자
- 김희선
- 이훈
- 추상미
- 김태우
- 임창정
- 김지영

### 특별출연
- 유진 박
- 김선아
- 차승원
- 이형철
- 정준
- 김린
- 이다도시
- 로버트 할리
- 이참
- 김남주
- 구본승
- 김윤정
- 채유미
- 최성국
- 김호진
- 송윤아
- 진재영
- 정찬
- 박수홍
- 윤정수
- H.O.T.
- 김지훈
- 황혜영
- 이의정
- 이선정
- 우희진
- 안문숙
- 서재경
- 최영완
- 이재은
- 오유나
- 전유경
- 주한울
- 강기화
- 노희지
- 최정
- 최우혁
- 인병국
- 박형준
- 박상아
- 김찬우
- 박소현
- 박철
- 김민종
- 황미선
- 최지나
- 최지우
- 최강희
- 최정윤
- 최영완
- 허정민
- 홍수현
- 허영란
- 김소연
- 감우성
- 김혜선
- 김세준
- 권재희
- 김희정
- 최준용
- 이승형
- 원기준
- 권도경
- 윤기원
- 김남진
- 김충렬
- 임유진
- 김명국
- 김명민
- 장은비
- 이상은
- 김영철
- 편일태
- 박광현
- 양미경
- 박정수
- 양금석
- 여운계
- 이병헌
- 추은주
- 박채림
- 송희아
- 송지은
- 양은용
- 박성혜
- 고미영
- 이태란
- 조선주
- 이은희
- 이상훈
- 김창완
- 김은정
- 송선미
- 이승우
- 명계남

## 결방
- 1998년 2월 21일 - <나가노 동계 올림픽> 중계 편성